# 1926 v letectví
Tento článek obsahuje seznam událostí souvisejících s letectvím, které proběhly roku 1926.

## Události

### Květen
- 9. května – Richard Byrd a Floyd Bennett v letadle Fokker VIIa-3m poprvé přelétají Severní pól
- 11.–14. května – Roald Amundsen provádí první přelet Severního pólu ve vzducholodi. Vzducholoď Norge vzlétá ze Špicberk a o tři dny později přistává v Telleru na Aljašce
- 26. května – Československé aerolinie zahájily provoz na lince Praha–Brno
- 30. května – v patnáctém ročníku Poháru Gordona Bennetta zvítězili Američané Ward Tunte van Orman a Walter W. Morton

### Červenec
- 1. července – Sloučením leteckých jednotek armády a námořnictva vzniká Švédské letectvo (Flygvapnet) jako samostatná složka ozbrojených sil Švédska.[1]
- 2. července – United States Army Air Service se přejmenovává na United States Army Air Corps

### Říjen
- 8. října – při cvičném střemhlavém letu zahynul český průkopník sportovního letectví Zdeněk Lhota a jeho mechanik Rudolf Volejník, jejichž stroj Avia BH-11 nevydržel namáhání konstrukce a zřítil se na římské letiště Montecelio.

## První lety
- Boulton Paul Sidestrand
- Junkers W 34
- Letov Š-16

### Duben
- 17. dubna – Blackburn Ripon
- 24. dubna – Handley Page H.P.31 Harrow

### Květen
- 6. května – Avia BH-26

### Červen
- 11. června – Ford AT-4 Trimotor
- 19. června – Blackburn Iris

### Červenec
- 17. července – Avia BH-25
- 30. července – Avia BH-22

### Říjen
- 5. října – Aero A-29